# Список эпизодов мультсериала «Драконы»

«Драконы» — американский анимационный мультсериал, основанный на сюжете фильма «Как приручить дракона». Ниже представлен список эпизодов этого мультсериала. Первые два сезона выходили на канале Cartoon Network, а третий, четвёртый и пятый сезон — на Netflix. На Netflix каждый сезон выходил двумя частями по 13 эпизодов — все эпизоды становились доступны для просмотра в день премьеры.
Часовой предпоказ первых двух эпизодов сериала состоялся 7 августа 2012 года на Cartoon Network, а официальная премьера состоялась 4 сентября того же года.

## Обзор сезонов
| Сезон | Сезон | Подзаголовок    | Эпизоды | Оригинальная дата показа | Оригинальная дата показа | Канал           |
| Сезон | Сезон | Подзаголовок    | Эпизоды | Премьера сезона          | Финал сезона             | Канал           |
| ----- | ----- | --------------- | ------- | ------------------------ | ------------------------ | --------------- |
|       | 1     | Всадники Олуха  | 20      | 7 августа 2012           | 20 марта 2013            | Cartoon Network |
|       | 2     | Защитники Олуха | 20      | 19 сентября 2013         | 5 марта 2014             | Cartoon Network |
|       | 3     | Гонки по Краю   | 26      | 26 июня 2015             | 8 января 2016            | Netflix         |
|       | 4     | Гонки по Краю   | 26      | 24 июня 2016             | 17 февраля 2017          | Netflix         |
|       | 5     | Гонки по Краю   | 26      | 25 августа 2017          | 16 февраля 2018          | Netflix         |

## Сезон 1
Выходил с 2012 года по 2013 на канале Cartoon Network как в США, так и в России. Всего показано 20 серий.
| № общий | № в сезоне | Название                                                             | Режиссёр                    | Автор сценария                                                       | Дата премьеры    | Зрители в США (млн) |
| --- | ---------- | -------------------------------------------------------------------- | --------------------------- | -------------------------------------------------------------------- | ---------------- | ------------------- |
| 1 | 1          | «How to Start a Dragon Academy» «Как устроить школу драконов»        | Энтони Белл                 | Майкл Тевербо и Линда Тевербо                                        | 7 августа 2012   | 2.05                |
| После примирения викингов с драконами, некоторые остались этим недовольны, ведь совместная жизнь весьма неудобна... |            |                                                                      |                             |                                                                      |                  |                     |
| 2 | 2          | «Viking for Hire» «Викинг в поисках работы»                          | Джон Санфорд                | Арт Браун и Дуглас Слоун                                             | 7 августа 2012   | 2.05                |
| После того, как викинги перестали убивать драконов, Плевака не может найти себе занятие в кузне, так как всё, что он делал — орудия убийства. |            |                                                                      |                             |                                                                      |                  |                     |
| 3 | 3          | «Animal House» «Обитель домашних животных»                           | Джон Инг                    | Майкл Тевербо и Линда Тевербо                                        | 4 сентября 2012  | 2.04                |
| В то время, как приближающийся шторм угрожает острову Олух, Иккинг должен действовать быстро, чтобы установить мир между драконами и сельскохозяйственными животными продовольственного обеспечения, не желающими жить с огненными рептилиями... |            |                                                                      |                             |                                                                      |                  |                     |
| 4 | 4          | «The Terrible Twos» «Грозная пара»                                   | Луи дель Кармен и Джо Сичта | Джим Купер                                                           | 11 сентября 2012 | 1.81                |
| Иккинг находит раненого дракончика, и только Беззубик знает, что это означает неприятности... |            |                                                                      |                             |                                                                      |                  |                     |
| 5 | 5          | «In Dragons We Trust» «На драконов уповаем»                          | Джон Санфорд                | Арт Браун и Дуглас Слоун                                             | 18 сентября 2012 | 1.79                |
| Гнилец не оставляет своих попыток выгнать драконов с Олуха, и однажды ему это удастся. |            |                                                                      |                             |                                                                      |                  |                     |
| 6 | 6          | «Alvin and the Outcasts» «Элвин и изгои»                             | Джон Инг                    | Джим Купер                                                           | 25 сентября 2012 | 1.67                |
| После нечаянного сожжения драконами склада оружия и последующего их изгнания с Олуха, остров оказывается беззащитным перед старыми неприятелями.                                                                                                 |            |                                                                      |                             |                                                                      |                  |                     |
| 7 | 7          | «How To Pick Your Dragon» «Как подобрать себе дракона»               | Луи дель Кармен и Джо Сичта | Арт Браун, Дуглас Слоун и Джим Купер                                 | 3 октября 2012   | 2.12                |
| Иккинг уверен, что отцу будет проще управлять островом при помощи собственного дракона... |            |                                                                      |                             |                                                                      |                  |                     |
| 8 | 8          | «Portrait of Hiccup as a Buff Young Man» «Портрет Иккинга-здоровяка» | Джон Санфорд                | Джим Купер                                                           | 10 октября 2012  | 1.93                |
| В Большом зале обнаруживается карта местонахождения клада богатейшего правителя Олуха древности, и наездники спешат её разгадать... |            |                                                                      |                             |                                                                      |                  |                     |
| 9 | 9          | «Dragon Flower» «Драконий цветок»                                    | Джон Инг                    | Джим Купер                                                           | 17 октября 2012  | 1.80                |
| После того, как торговец Йохан посетил остров и продал свои товары, все драконы по непонятным причинам заболевают. |            |                                                                      |                             |                                                                      |                  |                     |
| 10 | 10         | «Heather Report Part 1» «Донесение Хедер. Часть 1»                   | Луи дель Кармен             | Арт Браун и Дуглас Слоун                                             | 14 ноября 2012   | 1.80                |
| Всадники находят на одном из островов, подвластных Олуху девушку, которая пострадала после нападения пиратов. Но оказывается, что все не так просто...                                                                                           |            |                                                                      |                             |                                                                      |                  |                     |
| 11 | 11         | «Heather Report Part 2» «Донесение Хедер. Часть 2»                   | Джон Санфорд                | Майкл Тевербо, Линда Тевербо, Арт Браун и Дуглас Слоун               | 21 ноября 2012   | 2.21                |
| Хедер заключена в тюрьму, но невнимательный Ведрон позволяет ей скрыться... |            |                                                                      |                             |                                                                      |                  |                     |
| 12 | 12         | «Thawfest» «День Весенья»                                            | Джон Инг                    | Джим Купер, Арт Браун и Дуглас Слоун                                 | 28 ноября 2012   | 1.58                |
| Настаёт День Весенья, в честь которого ежегодно устраивают состязания викингов. Раньше на нём побежали только представители семьи Сморкалы — Йоргенсоны, но теперь драконы включены в список участников...                                       |            |                                                                      |                             |                                                                      |                  |                     |
| 13 | 13         | «When Lightning Strikes» «Когда ударит молния»                       | Джон Санфорд                | Джастин Хук                                                          | 5 декабря 2012   | 2.23                |
| Уже несколько дней над Олухом гроза с молниями, бьющими в здания. Гнилец убеждает всех, что боги прогневались на драконов... |            |                                                                      |                             |                                                                      |                  |                     |
| 14 | 14         | «What Flies Beneath» «Кто там летает внизу»                          | Луи дель Кармен             | Джим Купер, Арт Браун и Дуглас Слоун                                 | 6 февраля 2013   | 1.45                |
| На деревню нападает Шёпот Смерти, но ни один из драконов не решается вступить с ним в бой, кроме Беззубика... |            |                                                                      |                             |                                                                      |                  |                     |
| 15 | 15         | «Twinsanity» «Двойное помешательство»                                | Луи дель Кармен             | Ф. М. де Марко, Марк Хоффмайер, Джек Томас, Арт Браун и Дуглас Слоун | 13 февраля 2013  | 1.48                |
| Ежегодно на Олух прибывает вождь Берсерков для продления перемирия, но в этот раз Дагур, новый вождь, лишь ищет повод для возобновления войны, окончившейся более двадцати лет назад.                                                            |            |                                                                      |                             |                                                                      |                  |                     |
| 16 | 16         | «Defiant One» «Отступник»                                            | Джон Инг                    | Арт Браун, Дуглас Слоун и Джим Купер                                 | 20 февраля 2013  | 1.66                |
| Во время одного из разведывательных полётов шторм выбрасывает Иккинга и Сморкалу на неприятельскую территорию. |            |                                                                      |                             |                                                                      |                  |                     |
| 17 | 17         | «Breakneck Bog» «Топь»                                               | Джон Санфорд                | Арт Браун и Дуглас Слоун                                             | 27 февраля 2013  | 1.41                |
| Йохан попал в кораблекрушение у острова, пользующегося дурной славой, но Иккинг вынужден отправиться на поиски секретного груза для Стоика, что вёз Йохан.                                                                                       |            |                                                                      |                             |                                                                      |                  |                     |
| 18 | 18         | «Gem of a Different Color» «Разноцветный самоцвет»                   | Джон Инг                    | Майкл Тевербо, Линда Тевербо, Арт Браун и Дуглас Слоун               | 6 марта 2013     | 1.59                |
| Рыбьеног находит переливающийся камень, который, по слухам, приносит удачу всякому, кто до него дотронется. Но вскоре выясняется, что это не совсем камень...                                                                                    |            |                                                                      |                             |                                                                      |                  |                     |
| 19 | 19         | «We Are Family Part 1» «Мы — одна семья. Часть 1»                    | Джон Санфорд                | Арт Браун и Дуглас Слоун                                             | 13 марта 2013    | 1.83                |
| Плевака дарит Иккингу записки своего предка Борка Отважного — составителя Книги драконов — и среди них находится странная карта. |            |                                                                      |                             |                                                                      |                  |                     |
| 20 | 20         | «We Are Family Part 2» «Мы — одна семья. Часть 2»                    | Илэйн Боган и Дуглас Слоун  | Майкл Тевербо, Линда Тевербо, Арт Браун и Дуглас Слоун               | 20 марта 2013    | 2.23                |
| План Гнильца сработал — Иккинг пленён Элвином. Теперь он должен выбираться из этой ситуации. |            |                                                                      |                             |                                                                      |                  |                     |

## Сезон 2
Транслировался в 2013—2014 годах. Каналы трансляции и количество серий не изменились по сравнению с первым сезоном.
| № общий | № в сезоне | Название                                               | Режиссёр                  | Автор сценария                                                       | Дата премьеры    | Зрители в США (млн) |
| --- | ---------- | ------------------------------------------------------ | ------------------------- | -------------------------------------------------------------------- | ---------------- | ------------------- |
| 21 | 1          | «Live and Let Fly» «Живи и летай»                      | Энтони Белл               | Арт Браун и Дуглас Слоун                                             | 19 сентября 2013 | 1.77                |
| Уверенный, что Элвин только и занят планированием нападения на Олух, Стоик вводит полный запрет на полёты. |            |                                                        |                           |                                                                      |                  |                     |
| 22 | 2          | «The Iron Gronckle» «Железный Громмель»                | Джон Санфорд              | Джек Томас                                                           | 26 сентября 2013 | 1.41                |
| Когда Сарделька начинает производить железо, обладающее невиданной доселе на Олухе прочностью, обычно неприметный Рыбьеног становится самым популярным человеком в деревне.                                                                                      |            |                                                        |                           |                                                                      |                  |                     |
| 23 | 3          | «The Night and the Fury» «Ночная ярость»               | Луи дель Кармен           | Джек Томас                                                           | 3 октября 2013   | 1.09                |
| Для очередной «экстремальной» тренировки всадники отправляются на Остров Драконов и неожиданно встречают там давнего знакомого. |            |                                                        |                           |                                                                      |                  |                     |
| 24 | 4          | «Tunnel Vision»                                        | Elaine Bogan and John Eng | Mark Hoffmeier                                                       | 10 октября 2013  | 1.39                |
| В деревенском колодце исчезает вода, и Иккинг с Беззубиком отправляются вниз в поисках проблемы. Они обнаруживают скорлупу от множества яиц Шёпотов Смерти в туннелях под деревней. Вот только одно яйцо было гораздо больше остальных.                          |            |                                                        |                           |                                                                      |                  |                     |
| 25 | 5          | «Race to Fireworm Island» «Остров огненных драконов»   | Джон Санфорд              | Ф. М. де Марко                                                       | 17 октября 2013  | 1.34                |
| Кривоклык теряет огневую мощь из-за слишком сильных нагрузок, которые даёт ему Сморкала. Перед ним встает серьёзная задача — спасение собственного дракона. |            |                                                        |                           |                                                                      |                  |                     |
| 26 | 6          | «Fright of Passage» «Испытание ужасом»                 | Луи дель Кармен           | Ф. М. де Марко                                                       | 24 октября 2013  | 1.24                |
| Астрид охватывает сильнейшая злость — она хочет отомстить ужасному светящемуся дракону, который некогда опозорил её семью. Она очень долго ждала этого, ведь дракон объявляется только раз в десять лет. Время пришло…                                           |            |                                                        |                           |                                                                      |                  |                     |
| 27 | 7          | «Worst in Show» «Последний в соревновании»             | Джон Санфорд              | Ф. М. де Марко, Марк Хоффмайер, Джек Томас, Арт Браун и Дуглас Слоун | 7 ноября 2013    | 1.56                |
| В очередной раз наездники придумывают себе соревнование, только вот Рыбьеног сильно заигрался и не видит происходящего с Сарделькой. |            |                                                        |                           |                                                                      |                  |                     |
| 28 | 8          | «Appetite for Destruction» «Зверский аппетит»          | Илэйн Боган и Адам Генри  | Марк Хоффмайер и Джек Томас                                          | 14 ноября 2013   | 1.34                |
| Изучая драконов, всадники заметили странные вещи — сначала на Остров Драконов слетаются драконы с другого конца архипелага, а потом выясняется, что исчезли с лица земли целые острова…                                                                          |            |                                                        |                           |                                                                      |                  |                     |
| 29 | 9          | «Zippleback Down» «Капкан для Престиголова»            | Луи дель Кармен           | Марк Хоффмайер, Арт Браун и Дуглас Слоун                             | 21 ноября 2013   | 1.19                |
| Барс и Вепрь — единственные охранники Задираки, который угодил в старую ловушку для драконов в лесу, которую он был должен обезвредить… |            |                                                        |                           |                                                                      |                  |                     |
| 30 | 10         | «A View to a Skrill Part 1» «Виды на Кривета. Часть 1» | Илэйн Боган               | Джек Томас                                                           | 5 декабря 2013   | 1.42                |
| Когда драконьи всадники обнаруживают замороженного Кривета — дракона, которого почитает племя Берсерков — они как можно скорее пытаются убрать его прочь с Олуха. Но когда Кривет оттаивает и вырывается на свободу, Берсерки сделают все, чтобы его заполучить. |            |                                                        |                           |                                                                      |                  |                     |
| 31 | 11         | «A View to a Skrill Part 2» «Виды на Кривета. Часть 2» | Джон Санфорд              | Марк Хоффмайер                                                       | 5 декабря 2013   | 1.46                |
| Кривет становится «приманкой» для Дагура, ведь новым хозяином дракона становится Элвин. Дагур готов заключить с ним союз против Олуха. |            |                                                        |                           |                                                                      |                  |                     |
| 32 | 12         | «The Flight Stuff» «Удачная замена»                    | Луи дель Кармен           | Ф. М. де Марко, Марк Хоффмайер, Джек Томас, Арт Браун и Дуглас Слоун | 8 января 2014    | 1.82                |
| Сморкала убеждён, что он умирает, и оставляет Кривоклыка юному Густаву. Но когда Сморкала «чудесным образом» исцеляется, он забирает своего дракона назад, и тогда Густав решает получить своего собственного дракона…                                           |            |                                                        |                           |                                                                      |                  |                     |
| 33 | 13         | «Free Scauldy» «Свободу Дракоше»                       | Адам Генри                | Джек Томас                                                           | 15 января 2014   | 1.55                |
| Иккинг, Беззубик и драконьи всадники обнаруживают раненого Кипятильника на берегу острова Разнокрылов. Когда Кипятильник проявляет интерес к Забияке, наездники видят в этом шанс вылечить дракона.                                                              |            |                                                        |                           |                                                                      |                  |                     |
| 34 | 14         | «Frozen» «Лютая стужа»                                 | Джон Санфорд              | Ф. М. де Марко                                                       | 22 января 2014   | 1.46                |
| Занимаясь очередным спасением Йохана, Иккинг улетает с Олуха, не догадываясь о печальной судьбе островитян… |            |                                                        |                           |                                                                      |                  |                     |
| 35 | 15         | «A Tale of Two Dragons» «Повесть о двух драконах»      | Луи дель Кармен           | Ф. М. де Марко, Марк Хоффмайер, Джек Томас, Арт Браун и Дуглас Слоун | 29 января 2014   | 1.46                |
| Драконьи наездники получают задание: распахать и засеять капустное поле на Олухе. Но работа не идёт — Астрид и Сморкала всё время ссорятся. |            |                                                        |                           |                                                                      |                  |                     |
| 36 | 16         | «The Eel Effect» «Эффект угря»                         | Адам Генри                | Сэм Черингтон                                                        | 5 февраля 2014   | 1.88                |
| По Олуху гуляет угриная чума. Плевака с ребятами обращаются к Готти, и та дает им список ингредиентов для лекарства. Вот только последний ингредиент находится на Острове Угрей…                                                                                 |            |                                                        |                           |                                                                      |                  |                     |
| 37 | 17         | «Smoke Gets in Your Eyes» «Дым разъедает глаза»        | Илэйн Боган               | Ф. М. де Марко                                                       | 12 февраля 2014  | 1.87                |
| Йохан прибыл с новой партией товара, но её всю разграбили, а затем пропали и все металлические вещи местных жителей. |            |                                                        |                           |                                                                      |                  |                     |
| 38 | 18         | «Bing! Bam! Boom!» «Бим! Бам! Бум!»                    | Луи дель Кармен           | Арт Браун и Дуглас Слоун                                             | 19 февраля 2014  | 1.56                |
| Иккинг и Стоик обнаруживают на скале в океане трёх маленьких Громобоев и решают забрать их с собой… |            |                                                        |                           |                                                                      |                  |                     |
| 39 | 19         | «Cast Out, Part I» «Отверженный. Часть 1»              | Адам Генри                | Ф. М. де Марко, Марк Хоффмайер, Джек Томас, Арт Браун и Дуглас Слоун | 26 февраля 2014  | 1.64                |
| На очередной тренировке Сморкала решил показать, что он лучший наездник, в результате чего Астрид упала с Громгильды и чуть не разбилась. После очередной ссоры Сморкала решил жить отдельно от всех на другом острове, но он оказался там не один.              |            |                                                        |                           |                                                                      |                  |                     |
| 40 | 20         | «Cast Out, Part II» «Отверженный. Часть 2»             | Джон Санфорд              | Ф. М. де Марко                                                       | 5 марта 2014     | 1.75                |
| После похищения Стоика Иккинг решает заключить союз с Элвином и помочь тому вырвать свой остров из рук Дагура… |            |                                                        |                           |                                                                      |                  |                     |

## Сезон 3
Новый сезон показывался в два «захода» — первые 13 серий вышли 26 июня 2015, а вторые 13 — 8 января 2016 года на телеканале Netflix. В России премьерные показы давались всё также на Cartoon Network, и впоследствии повторы показывались на канале СТС.
| № общий | № в сезоне | Название                                                                       | Режиссёр                        | Автор сценария                                                                      | Дата премьеры |
| --- | ---------- | ------------------------------------------------------------------------------ | ------------------------------- | ----------------------------------------------------------------------------------- | ------------- |
| 41 | 1          | «Dragon Eye of the Beholder, Part 1» «Драконий Глаз. Часть 1»                  | Илэйн Боган                     | Ф. М. де Марко, Джон Теллеген, Джек Томас, Арт Браун и Дуглас Слоун                 | 26 июня 2015  |
| Прошло три года после войны с Берсерками, поэтому Иккинг и его друзья просто наслаждаются жизнью. Но когда Дагур Остервенелый сбегает из тюрьмы, он решает отомстить Иккингу... |            |                                                                                |                                 |                                                                                     |               |
| 42 | 2          | «Dragon Eye of the Beholder, Part 2» «Драконий Глаз. Часть 2»                  | Илэйн Боган                     | Арт Браун и Дуглас Слоун                                                            | 26 июня 2015  |
| Иккинг идёт на помощь своим друзьям, но обнаруживает, что клетки драконостойкие. После долгих усилий ему всё-таки удаётся открыть клетку, а после и забрать загадочное устройство у Дагура. Вернувшись на Олух, Иккинг спрашивает у Плеваки и Готти об этом непонятном механизме, которое в дальнейшем назовут «Драконий Глаз».               |            |                                                                                |                                 |                                                                                     |               |
| 43 | 3          | «Imperfect Harmony» «Несовершенная гармония»                                   | Дже Хун Ким                     | Арт Браун и Дуглас Слоун                                                            | 26 июня 2015  |
| Всадники начинают исследовать карты, которые проецирует Драконий Глаз, и понимают, что эти места расположены за населённым Архипелагом. С трудом Совет старейшин Олуха даёт своё согласие на экспедицию, и приключения начинаются... |            |                                                                                |                                 |                                                                                     |               |
| 44 | 4          | «When Darkness Falls» «Когда опускается тьма»                                  | Илэйн Боган                     | Джек Томас                                                                          | 26 июня 2015  |
| Драконьи наездники, наконец, находят остров, который идеально подходит для форпоста. Но после они сталкиваются со стаей дракончиков, которые страшно напугали Задираку. Друзьям придётся приспособиться к соседству с ними... |            |                                                                                |                                 |                                                                                     |               |
| 45 | 5          | «Big Man on Berk» «Новый герой Олуха»                                          | T. Дж. Салливан                 | Джон Теллеген                                                                       | 26 июня 2015  |
| Вернувшись на Олух, Стоик просит драконьих всадников выгнать из местных вод Кипятильника. Во время операции становится понятно, что у Рыбьенога имеется на что-то аллергия. Готти гипнотизирует его, чтобы вылечить от недуга, но Сморкала случайно произносит нечто лишнее во время сеанса, почему Рыбьеног превращается в могучего воина.   |            |                                                                                |                                 |                                                                                     |               |
| 46 | 6          | «Gone Gustav Gone» «Прощай, Густав, прощай»                                    | Илэйн Боган                     | Ф. М. де Марко                                                                      | 26 июня 2015  |
| Густав посещает всадников на Драконьем Крае, говоря, что он теперь готов начать обучение, которое Иккинг обещал прости три года назад, чтобы стать новым Драконьим наездником. |            |                                                                                |                                 |                                                                                     |               |
| 47 | 7          | «Reign of Fireworms» «Царство Огнеедов»                                        | T. Дж. Салливан                 | Арт Браун и Дуглас Слоун                                                            | 26 июня 2015  |
| Выясняется, что близнецы являются полноправными и законными владельцами острова, на котором живут всадники. Они устанавливают правила — суровые и бессмысленные, которые всех раздражают. В это самое время Огнееды начинают миграцию, а близнецы всё усугубляют ситуацию, ужесточая правила...                                               |            |                                                                                |                                 |                                                                                     |               |
| 48 | 8          | «Crushing It» «Разгром во спасение»                                            | T. Дж. Салливан                 | Ф. М. де Марко, Марк Хоффмайер, Джон Теллеген, Джек Томас, Арт Браун и Дуглас Слоун | 26 июня 2015  |
| Всадники пытаются выследить неуловимого Громорога, что терроризирует остров и гонит всех драконов прочь. В это же время на остров прибывает Плевака, чтобы попросить помощи у Иккинга, так как поведение Стоика невыносимо. Иккинг решает совместить «приятное с полезным» — пригласить отца к себе.                                          |            |                                                                                |                                 |                                                                                     |               |
| 49 | 9          | «Quake, Rattle and Roll» «Тряси, греми, крутись»                               | Дже Хун Ким                     | Ф. М. де Марко                                                                      | 26 июня 2015  |
| Экспериментируя с Драконьим Глазом, Рыбьеног находит путь к Чёрной Бездне — родному острову Громмелей. По прибытии на остров, Иккинг и Рыбьеног обнаруживают, что он захвачен Пещерным Скалотрясом. Тирания этого огромного дракона заставляет всех Громмелей сбежать на Драконий Край...                                                     |            |                                                                                |                                 |                                                                                     |               |
| 50 | 10         | «Have Dragon Will Travel, Part 1» «Есть дракон — будут и путешествия. Часть 1» | Дэвид М. В. Джонс               | Арт Браун и Дуглас Слоун                                                            | 26 июня 2015  |
| Во время пребывания на Олухе для пополнения провианта, всадники узнают от Шлака и Ведрона, что какой-то разбойник на драконе атакует корабли и грабит их. Всадники идентифицируют дракона с помощью Глаза — это редкий «Шипорез». |            |                                                                                |                                 |                                                                                     |               |
| 51 | 11         | «Have Dragon Will Travel, Part 2» «Есть дракон — будут и путешествия. Часть 2» | T. Дж. Салливан                 | Джон Теллеген                                                                       | 26 июня 2015  |
| Иккингу удаётся спасти Хедер, но хотя она по-прежнему намерена взять реванш, Иккинг убеждает её оставить это на другой день. На обратном пути к Драконьему Краю, Хедер рассказывает, что родители удочерили её, а всё, что осталось от настоящих родителей — это подаренный ей старый рог отца...                                             |            |                                                                                |                                 |                                                                                     |               |
| 52 | 12         | «The Next Big Sting» «Уколы Хвостокола»                                        | T. Дж. Салливан                 | Ф. М. де Марко                                                                      | 26 июня 2015  |
| Иккинг и всадники спасают раненого Хвостокола, доставляя в Драконий Край и не подозревая о последствиях, к которым это может привести — ведь теперь эти драконы могут путешествовать по воде... |            |                                                                                |                                 |                                                                                     |               |
| 53 | 13         | «Total Nightmare» «Наиужаснейшее чудовище»                                     | Дже Хун Ким                     | Ричард Гамильтон, Джон Теллеген и Джек Томас                                        | 26 июня 2015  |
| Кривоклык встречает самку Ужасного Чудовища и Сморкала делает всё, чтобы не потерять лучшего друга навсегда... |            |                                                                                |                                 |                                                                                     |               |
| 54 | 14         | «Team Astrid» «Команда асов»                                                   | Илэйн Боган                     | Джек Томас                                                                          | 8 января 2016 |
| После нападения берсерков на Олух и разрушения родного дома, Астридо решет тренировать новых драконьих наездников на Олухе, чтобы они могли защитить остров от Дагура без участия Иккинга и его команды. Ей удаётся создать целую команду боевых всадников, в которую входят самые неожиданные и, казалось бы, неподходящие для этого люди... |            |                                                                                |                                 |                                                                                     |               |
| 55 | 15         | «Night of the Hunters, Part 1» «Ночь Охотников. Часть 1»                       | Дже Хун Ким                     | Джон Теллеген                                                                       | 8 января 2016 |
| Громгильда попадает в лапы Охотников на драконов, и герои пытаются освободить её, однако, они никогда ещё не сталкивались с врагом, который так хорошо знает своё дело и обладает наилучшим оружием. |            |                                                                                |                                 |                                                                                     |               |
| 56 | 16         | «Night of the Hunters, Part 2» «Ночь Охотников. Часть 2»                       | Илэйн Боган                     | Джек Томас                                                                          | 8 января 2016 |
| Оказавшись в тюрьме на крейсере Охотников, Астрид, Рыбьеног и близнецы разрабатывают планы побега, тогда как спасшиеся Иккинг и Сморкала — план их освобождения... |            |                                                                                |                                 |                                                                                     |               |
| 57 | 17         | «Bad Moon Rising» «Восход кровавой Луны»                                       | Илэйн Боган                     | Арт Браун и Дуглас Слоун                                                            | 8 января 2016 |
| Задираку кусает неизвестный дракон, и он, наслушавшись баек Плеваки, верит, что скоро превратиться в оборотня-дракона Лекандра. |            |                                                                                |                                 |                                                                                     |               |
| 58 | 18         | «Snotlout Gets the Axe» «Сморкала и Топор»                                     | T. Дж. Салливан                 | Ф. М. де Марко                                                                      | 8 января 2016 |
| Отец Сморкалы дарит сыну церемониальный топор их семьи, который передаётся из поколения в поколение, но во время полёта он теряет его и найдя на земле, пытается вытащить, тем самым потревожив опасного дракона Бронекрыла. |            |                                                                                |                                 |                                                                                     |               |
| 59 | 19         | «The Zippleback Experience» «Долги Престиголова»                               | Дже Хун Ким                     | Уилл Морей                                                                          | 8 января 2016 |
| Иккинг спасает Близнецов и их дракона от снежной лавины. После этого случая Престиголов начинает преследовать Иккинга. Не без помощи Плеваки выясняется, что если Престиголову спасти жизнь — он всюду будет сопровождать спасителя до тех пор, пока не отплатит ему тем же...                                                                |            |                                                                                |                                 |                                                                                     |               |
| 60 | 20         | «Snow Way Out» «Сквозь снежные капканы»                                        | T. Дж. Салливан                 | Дуглас Бриттон и Джек Томас                                                         | 8 января 2016 |
| Друзья выясняют, что Снежный Призрак — очередная цель Охотников, и они снова отправляются на Ледяной Остров, чтобы спасти дракона и не позволить врагу заполучить ключ к Драконьему Глазу. |            |                                                                                |                                 |                                                                                     |               |
| 61 | 21         | «Edge of Disaster, Part 1» «На краю гибели. Часть 1»                           | Илэйн Боган                     | Арт Браун и Дуглас Слоун                                                            | 8 января 2016 |
| Дагур похищает Забияку. Задирака и Астрид пытаются придумать как её спасти. А Иккинг, Сморкала и Рыбьеног тем временем заняты спасением Йохана от нападения диких драконов на его корабль. |            |                                                                                |                                 |                                                                                     |               |
| 62 | 22         | «Edge of Disaster, Part 2» «На краю гибели. Часть 2»                           | T. Дж. Салливан                 | Арт Браун и Дуглас Слоун                                                            | 8 января 2016 |
| Драконий Край в осаде, а А Иккинг, Сморкала и теперь Йоханн вынуждены спасать Рыбьенога, не подозревая, что твориться на их острове... |            |                                                                                |                                 |                                                                                     |               |
| 63 | 23         | «Shock and Awe» «Шок и ужас»                                                   | Дэвид М. В. Джонс и Дже Хун Ким | Энн Остен и Джон Теллеген                                                           | 8 января 2016 |
| Рыбьеног по ошибке запирает в заливе редкого глубоководного дракона — Грозу Морей, но перед тем как вернуть его обратно, всадники вынуждены дать бой преследующим его кипятильникам. |            |                                                                                |                                 |                                                                                     |               |
| 64 | 24         | «A Time to Skrill» «Пробуждение Кривета»                                       | Дэвид М. В. Джонс и Дже Хун Ким | Рики Роксбург, Ф. М. де Марко и Джек Томас                                          | 8 января 2016 |
| В маленький одинокий ледяной остров посреди моря попадает молния. И всё бы ничего, если бы именно в нём несколько лет назад Иккинг с близнецами не заморозили Кривета. Дракон пробуждается и жаждет мести. Первыми пострадали Изгои, а потом — Олух...                                                                                        |            |                                                                                |                                 |                                                                                     |               |
| 65 | 25         | «Maces and Talons, Part 1» «Булавы и Когти. Часть 1»                           | Илэйн Боган                     | Арт Браун и Дуглас Слоун                                                            | 8 января 2016 |
| Райкер и Дагур не могут самостоятельно справиться с Драконьими наездниками, поэтому в игру вступает лично глава Охотников — Вигго Гримборн. Поначалу кажется, что он ничего не смыслит в Наездниках... |            |                                                                                |                                 |                                                                                     |               |
| 66 | 26         | «Maces and Talons, Part 2» «Булавы и Когти. Часть 2»                           | T. Дж. Салливан                 | Арт Браун и Дуглас Слоун                                                            | 8 января 2016 |
| Ловкий ход Вигго поставил на кон жизнь Хеддер и дракона «Крылатый Ужас». Теперь Иккинг вынужден пересмотреть свою тактику. |            |                                                                                |                                 |                                                                                     |               |

## Сезон 4
Первые 13 серий прошли 24 июня 2016 года, а вторые 13 серий — 17 февраля 2017 года. Их показ, как и раньше, был на Netflix в США, на Cartoon Network и СТС — в России.
| № общий | № в сезоне | Название                                                     | Режиссёр                        | Автор сценария           | Дата премьеры   |
| --- | ---------- | ------------------------------------------------------------ | ------------------------------- | ------------------------ | --------------- |
| 67 | 1          | «Enemy of My Enemy» «Враг моего врага»                       | Дэвид М. В. Джонс и Дже Хун Ким | Арт Браун и Дуглас Слоун | 24 июня 2016    |
| Пытаясь завершить одно дело, Иккинг с Беззубиком попадают в беду. Но на помощь приходит человек, которого меньше всего можно было ожидать. |            |                                                              |                                 |                          |                 |
| 68 | 2          | «Crash Course» «Интенсивный курс»                            | Саймон Отто                     | Арт Браун и Дуглас Слоун | 24 июня 2016    |
| Раненная Королева Огнеедов просит помощи у Драконьих Наездников — и в особенности у Сморкалы — в защите её гнезда от неизвестного дракона, испускающего слизь и желающего съесть все её яйца.                                                                                                  |            |                                                              |                                 |                          |                 |
| 69 | 3          | «Follow the Leader» «Гонка за лидером»                       | T. Дж. Салливан                 | Арт Браун и Дуглас Слоун | 24 июня 2016    |
| Когда командование Краем возлагается на Рыбьенога, он хочет показать всем свои лидерские качества. Но они проявляются у него только в общении с драконами... |            |                                                              |                                 |                          |                 |
| 70 | 4          | «Turn and Burn» «Пламяные споры»                             | Дэвид М. В. Джонс и Дже Хун Ким | Арт Браун и Дуглас Слоун | 24 июня 2016    |
| Отцам Иккинга и Сморкалы придётся отложить в сторону все свои разногласия и работать в одной команде со своими сыновьями, чтобы защитить продовольственный склад Йоргенсонов от необычного захватчика.                                                                                         |            |                                                              |                                 |                          |                 |
| 71 | 5          | «Buffalord Soldier» «Непобедимый Буйволорд»                  | Роберт Бриггс и Дже Хун Ким     | Ф. М. де Марко           | 2 июня 2016     |
| После того, как Астрид отправилась на опасное исследование, её жизнь стала зависеть от дракона, который считается вымершим. Теперь её друзья бросают вызов времени, чтобы найти лекарство. |            |                                                              |                                 |                          |                 |
| 72 | 6          | «A Grim Retreat» «Райский остров Шкуродёров»                 | Саймон Отто                     | Арт Браун и Дуглас Слоун | 24 июня 2016    |
| Иккинг неохотно позволяет Драконьим Наездникам отправится на необитаемый остров, в качестве необходимого отдыха. Но отпуск несколько иначе повлияет на их драконов. |            |                                                              |                                 |                          |                 |
| 73 | 7          | «To Heather or Not to Heather» «С Хедер или без Хедер»       | T. Дж. Салливан                 | Арт Браун и Дуглас Слоун | 24 июня 2016    |
| После того, как все узнают о тайной переписке Рыбьенога и Хедер, ребята приглашают её на Край, чтобы убедить присоединиться к Драконьим Наездникам, а заодно — чтобы она помогла сопроводить стаи Змеевиков во время их ежегодной миграции.                                                    |            |                                                              |                                 |                          |                 |
| 74 | 8          | «Stryke Out» «Тройной удар»                                  | Грег Ранкин                     | Уилл Морей               | 24 июня 2016    |
| Когда Иккинг и Беззубик случайно попали в ловушку Охотников на Драконов, они стали участниками неких гладиаторских боёв на арене. |            |                                                              |                                 |                          |                 |
| 75 | 9          | «Tone Death» «Песни со смертью»                              | Роберт Бриггс                   | Арт Браун и Дуглас Слоун | 24 июня 2016    |
| Иккинг и его команда спасли драконье яйцо и привезли его на Драконий Край. Когда оно вылупилось, их ждал оглушительный во всех смыслах сюрприз! |            |                                                              |                                 |                          |                 |
| 76 | 10         | «Between a Rock and a Hard Place» «Между молотом и мрамором» | T. Дж. Салливан                 | Ф. М. де Марко           | 24 июня 2016    |
| Наездники выясняют, зачем люди Вигго таинственным образом грузят на борт своих крейсеров мраморные блоки. Кроме того, ребята столкнуться с двумя драконами, которым потребуется помощь. |            |                                                              |                                 |                          |                 |
| 77 | 11         | «Family on the Edge» «Семья на распутье»                     | Дэвид М. В. Джонс               | Джек Томас               | 24 июня 2016    |
| Дагур неожиданно объявляется на Драконьем Краю, и Иккинг всеми силами старается помешать его «случайной» встрече с Хедер. |            |                                                              |                                 |                          |                 |
| 78 | 12         | «Last Auction Heroes» «Герои последнего аукциона»            | Дэвид М. В. Джонс               | Джек Томас               | 24 июня 2016    |
| В качестве шпионской миссии, Сморкала и Плевака с помощью торговца Йохана отправляется на Драконий аукцион Вигго. В планах Сморкалы спасти всех драконов и оставить Вигго без выручки. |            |                                                              |                                 |                          |                 |
| 79 | 13         | «Defenders of the Wing, Part 1» «Защитники крыльев. Часть 1» | Дэвид М. В. Джонс               | Джек Томас               | 24 июня 2016    |
| Вигго предлагает Иккингу перемирие, однако Всадники не спешат с ответом. Они летят на поиски потенциального союзника в борьбе против Охотников на Драконов в глубине предполагаемой по перемирию Вигго территории.                                                                             |            |                                                              |                                 |                          |                 |
| 80 | 14         | «Defenders of the Wing: Part 2» «Защитники крыльев. Часть 2» | Роберт Бриггс                   | Джон Теллеген            | 17 февраля 2017 |
| Чтобы доказать свою преданность и честность, Драконьи Наездники постараются спасти Великого Защитника, которого выкрал и спрятал Вигго, чтобы разрушить Драконий Край. |            |                                                              |                                 |                          |                 |
| 81 | 15         | «Gruff Around the Edges» «Незваный гость»                    | T. Дж. Салливан                 | Джек Томас               | 17 февраля 2017 |
| Задирака пытается произвести впечатление на неожиданно приехавшего кузена Завираку, однако Забияка догадывается о настоящей цели приезда кузена на Драконий Край. |            |                                                              |                                 |                          |                 |
| 82 | 16         | «Midnight Scrum» «Все на одного»                             | T. Дж. Салливан                 | Джон Теллеген            | 17 февраля 2017 |
| Драконьи Наездники должны принять участие в торжествах по случаю четырёхсотлетия Олуха, на котором в толпе затаялись головорезы, пришедшие за головой Иккинга. |            |                                                              |                                 |                          |                 |
| 83 | 17         | «Not Lout» «Прозрение Сморкалы»                              | Джон Санфорд                    | Джон Теллеген            | 17 февраля 2017 |
| После странного совета отца, Сморкала пытается захватить лидерство среди Драконьих Наездников и начинает принимать все решения самостоятельно. |            |                                                              |                                 |                          |                 |
| 84 | 18         | «Saving Shattermaster» «Спасите Громмейстера»                | Роберт Бриггс                   | Арт Браун и Дуглас Слоун | 17 февраля 2017 |
| Иккинг и Хедер повергнутся в шок от внезапной встречи с некой персоной, а Сморкале предстоит пройти ряд не лёгких заданий, чтобы стать королём в племени Малы. |            |                                                              |                                 |                          |                 |
| 85 | 19         | «Dire Straits» «Непроходимый пролив»                         | Гил Циммерман                   | Ф. М. де Марко           | 17 февраля 2017 |
| Вигго в отчаянии: Драконьи Наездники в который раз мешают развитию его бизнеса. Для решения проблемы, он использует глубоководного дракона — Потрошителя — для контроля торговых путей на Олух.                                                                                                |            |                                                              |                                 |                          |                 |
| 86 | 20         | «The Longest Day» «Слишком длинный день»                     | Роберт Бриггс                   | Джек Томас               | 17 февраля 2017 |
| В неделю Полуночного Солнца, когда солнце не садится на протяжении целой недели, Наездникам придётся совладать с бессонницей, а Иккингу предстоит встретиться с новым видом драконов. |            |                                                              |                                 |                          |                 |
| 87 | 21         | «Gold Rush» «Золотая лихорадка»                              | T. Дж. Салливан                 | Джон Теллеген            | 17 февраля 2017 |
| Иккинг и Наездники, не без помощи Дагура, придумывают план по возвращению золота Олуха, но Вигго их уже ждёт вместе со своим усовершенствованным флотом. |            |                                                              |                                 |                          |                 |
| 88 | 22         | «Out of the Frying Pan» «Побег из раскалённого котла»        | Гил Циммерман                   | Ф. М. де Марко           | 17 февраля 2017 |
| Великий Защитник не в силах отнести своё яйцо в Великий Вулкан, поэтому Иккингу и Рыбьеногу предстоит отправится в опасное место и спасти наследника Великого Защитника. |            |                                                              |                                 |                          |                 |
| 89 | 23         | «Twintuition» «Двустинкты»                                   | Гил Циммерман                   | Уилл Морей               | 17 февраля 2017 |
| Когда близнецы отправились на Северные Рынки для починки своей ценной вещи, они случайным образом проникли на секретный проект Вигго и Охотников на Драконов. |            |                                                              |                                 |                          |                 |
| 90 | 24         | «Blindsided» «Ослепительный шторм»                           | T. Дж. Салливан                 | Арт Браун и Дуглас Слоун | 17 февраля 2017 |
| Из-за сильного шторма на Драконьем Крае загорелся ангар с драконами. Во время того, как Астрид пыталась их спасти, она получила серьёзную травму, из-за чего потеряла зрение. Теперь Иккингу придется одновременно ухаживать за ней, и спасать Край от надвигающейся, ещё более сильной, бури. |            |                                                              |                                 |                          |                 |
| 91 | 25         | «Shell Shocked: Part 1» «Канонада из глубины. Часть 1»       | Роберт Бриггс                   | Арт Браун и Дуглас Слоун | 17 февраля 2017 |
| После нескольких месяцев планирования, Иккинг начинают операцию по захвату Драконьего Глаза. Вот только, кто-то их опередил — вся база Вигго разгромлена, а он прячется в подвале. |            |                                                              |                                 |                          |                 |
| 92 | 26         | «Shell Shocked: Part 2» «Канонада из глубины. Часть 2»       | Гил Циммерман                   | Арт Браун и Дуглас Слоун | 17 февраля 2017 |
| Вигго убеждает Иккинга, что Райкер прибудет на Край не для заключения перемирия, а для полного его уничтожения. В подтверждение своих слов он передаёт наездникам Драконий Глаз. |            |                                                              |                                 |                          |                 |

## Сезон 5
Премьерные 13 серий последнего, пятого, сезона вышли на 25 августа 2017 год на Netflix, финальные 13 серий сериала были выпущены на том же телеканале 16 февраля 2018 года. Перевод на русский язык был осуществлён студией «СВ-Дубль», а показаны они были только на СТС.
| № общий | № в сезоне | Название                                                                  | Режиссёр                            | Автор сценария           | Дата премьеры   |
| --- | ---------- | ------------------------------------------------------------------------- | ----------------------------------- | ------------------------ | --------------- |
| 93 | 1          | «Living on the Edge» «Живущие на Краю»                                    | Грег Ранкин                         | Арт Браун и Дуглас Слоун | 25 августа 2017 |
| Пытаясь спасти Драконий Край от извержения вулкана, Наездники нечаянно замечают опасную активность со стороны разгромленных Охотников на Драконов. |            |                                                                           |                                     |                          |                 |
| 94 | 2          | «Sandbusted» «Пропесоченные»                                              | T. Дж. Салливан                     | Арт Браун и Дуглас Слоун | 25 августа 2017 |
| Пока Всадники пытаются выяснить причину исчезновения торговцев с Северного Рынка, Иккинг и Сморкала становятся жертвами дракона, являющегося хранителем сокровищницы.                                                                                            |            |                                                                           |                                     |                          |                 |
| 95 | 3          | «Something Rotten on Berserker Island» «Нечто дикое на острове Берсерков» | Роберт Бриггс                       | Арт Браун и Дуглас Слоун | 25 августа 2017 |
| Всадники принимают приглашение посетить Остров Берсерков, где они воссоединяются с Хедер, Дагуром и знакомым юным лицом. Однако их встреча прервётся из-за внезапного местного восстания под предводительством старого приспешника Элвина.                       |            |                                                                           |                                     |                          |                 |
| 96 | 4          | «Snotlout's Angels» «Ангелы Сморкалы»                                     | Дэвид Джонс и Эйб Браун             | Арт Браун и Дуглас Слоун | 25 августа 2017 |
| Когда Сморкалу спасло племя крылатых девушек от ужасного шторма, он подумал, что попал в Вальхаллу — пока не узнал, что скоро станет чьим-то ужином. |            |                                                                           |                                     |                          |                 |
| 97 | 5          | «A Matter of Perspective» «Угол зрения имеет значение»                    | Грег Ранкин                         | Арт Браун и Дуглас Слоун | 25 августа 2017 |
| Не обращая внимания на слова Иккинга, близнецы последовали за Великим Заступником, который в свою очередь отправился в своё последнее место для отдыха — Ванахейм. Там ребята узнают причину, по которой нога человека не ступала раннее на это священное место. |            |                                                                           |                                     |                          |                 |
| 98 | 6          | «Return of Thor Bonecrusher» «Возвращение Тора Костолома»                 | T. Дж. Салливан                     | Арт Браун и Дуглас Слоун | 25 августа 2017 |
| Когда несколько Изгоев прибывают на Край в поисках Тора Костолома, чтобы тот спас Элвина, Рыбьеног позволяет Сморкале загипнотизировать себя, чтобы призвать своё могущественное «второе я».                                                                     |            |                                                                           |                                     |                          |                 |
| 99 | 7          | «Dawn of Destruction» «Рассвет Разрушения»                                | Роберт Бриггс и Эйб Браун           | Арт Браун и Дуглас Слоун | 25 августа 2017 |
| После того, как Хвостояры осадили Драконий Край, Наездники делают всё, чтобы отогнать драконов от острова. Однако присмотревшись детальнее, они не поверят своим глазам.                                                                                         |            |                                                                           |                                     |                          |                 |
| 100 | 8          | «The Wings of War, Part 1» «Крылья Войны. Часть 1»                        | Грег Ранкин                         | Арт Браун и Дуглас Слоун | 25 августа 2017 |
| Стоик и Команда асов наносят упредительный удар по оккупированному Краю, готовые перебить всех Охотникови их драконов. Лишь Иккинг не может быть с ними — он не готов убивать драконов. Но тут ему повстречался Слюнявый...                                      |            |                                                                           |                                     |                          |                 |
| 101 | 9          | «The Wings of War, Part 2» «Крылья Войны. Часть 2»                        | T. Дж. Салливан                     | Арт Браун и Дуглас Слоун | 25 августа 2017 |
| Слюнявый помогает Иккингу изучить поведение Хвостояров, чтобы потом применить эти знания против Драконьих Налётчиков. Слишком самоуверенные Вигго и Кроган допускает стратегическую ошибку, высылая всех своих людей против фота Олуха и Команды асов.           |            |                                                                           |                                     |                          |                 |
| 102 | 10         | «No Dragon Left Behind» «Ни один дракон не будет брошен»                  | Грег Ранкин                         | Арт Браун и Дуглас Слоун | 25 августа 2017 |
| После того, как Громгильда отчаянно пыталась защитить Гарффа от двух ядовитых Скользкокрылов, Астрид предстоит рискнуть собственной жизнью, чтобы достать необходимый ингредиент и сделать противоядие.                                                          |            |                                                                           |                                     |                          |                 |
| 103 | 11         | «Snuffnut» «Траглояка»                                                    | T. Дж. Салливан                     | Арт Браун и Дуглас Слоун | 25 августа 2017 |
| Когда Забияка отказывается стать невестой Фрока, по той причине, что ей придётся расстаться со своим братом, Задирака изображает собственную смерть, чтобы подтолкнуть сестру на свадьбу...                                                                      |            |                                                                           |                                     |                          |                 |
| 104 | 12         | «Searching for Oswald ... and Chicken» «В поисках Освальда… и курицы»     | Роберт Бриггс                       | Лаура Бовес              | 25 августа 2017 |
| Рисунок в старом дневнике снова приводит Иккинга и Рыбьенога в Ванахейм, где они помогут найти Дагуру своего пропавшего без вести отца — Освальда Разлюбезного…                                                                                                  |            |                                                                           |                                     |                          |                 |
| 105 | 13         | «Sins of the Past» «Начиная с прошлого»                                   | Грег Ранкин                         | Арт Браун и Дуглас Слоун | 25 августа 2017 |
| Когда Хедер по информации от Йохана отправляется на встречу с человеком, утверждающим, что он видел Освальда, вскрывается хитрый план Вигго по дезинформации Иккинга и его друзей. Это заставляет Драконьих Наездников заплатить неожиданно дорогую цену.        |            |                                                                           |                                     |                          |                 |
| 106 | 14         | «In Plain Sight» «У всех на виду»                                         | T. Дж. Салливан                     | Джек Томас               | 16 февраля 2018 |
| Когда Вигго, Кроган и Йоханн понимают, что линз, содержащих информацию о Короле Драконов целых пять, Йохану приходится дальше шпионить за Иккингом. |            |                                                                           |                                     |                          |                 |
| 107 | 15         | «No Bark, All Bite» «Нет коры, жди беды»                                  | Роберт Бриггс                       | Иэн Рикет                | 16 февраля 2018 |
| После того, как стало понятно, что Йоханн — предатель, Стоик сжигает все товары, привезенные им, и улетает вместе с Иккингом на поиски коры ивы, используемого в медицинских целях. Но к чему приведут их поиски?                                                |            |                                                                           |                                     |                          |                 |
| 108 | 16         | «Chain of Command» «Цепь лидерства»                                       | Грег Ранкин                         | Уилл Морей               | 16 февраля 2018 |
| На остров Крылатых Дев напали Охотники на Драконов. И только Сморкала и Минден знают, что те ищут на острове... |            |                                                                           |                                     |                          |                 |
| 109 | 17         | «Loyal Order of Ingerman» «Верный ордену Ингерманов»                      | T. Дж. Салливан                     | Джон Теллеген            | 16 февраля 2018 |
| Рыбьеног узнает, что его семья Ингерманов раньше истребляла Драмилионов. Он решет удостовериться, что с этим видом все в порядке, но этому помешали Охотники, отрабатывающие на Драмилионах навыки поимки и пленения других драконов.                            |            |                                                                           |                                     |                          |                 |
| 110 | 18         | «A Gruff Separation» «Разводка от Задаваки»                               | Эйб Браун                           | Уилл Морей               | 16 февраля 2018 |
| Задавака прибывает на 19-летие Задираки и Забияки. Он сообщает, что приехал провести испытание для их официального вступления в клан Торстонов. Но стать членом семьи может только один из близнецов...                                                          |            |                                                                           |                                     |                          |                 |
| 111 | 19         | «Mi Amore Wing» «Любовные крылья»                                         | Грег Ранкин                         | Джон Теллеген            | 16 февраля 2018 |
| После того, как Дагур Остервенелый и Мала объявляют о помолвке, Астрид начинает переосмысливать свои отношения с Иккингом. |            |                                                                           |                                     |                          |                 |
| 112 | 20         | «Ruff Transition» «Переход Забияки»                                       | Эйб Браун                           | Джон Теллеген            | 16 февраля 2018 |
| Во время присутствия Драконьих Наездников на церемонии выбора маленькими Шипорезами своих наставниц — Крылатых Дев, один из них выбирает своим наставником Забияку...                                                                                            |            |                                                                           |                                     |                          |                 |
| 113 | 21         | «Triple Cross» «Тройной поворот»                                          | Роберт Бриггс                       | Уилл Морей               | 16 февраля 2018 |
| Когда Кроган и Йоханн совершают покушение на Вигго, тот понимает, что необходимо прекратить работу с ними. Он, надеясь вернуть себе свой огромный флот, обращается к Иккингу с деликатным предложением, от которого невозможно отказаться...                     |            |                                                                           |                                     |                          |                 |
| 114 | 22         | «Family Matters» «Семейные ценности»                                      | T. Дж. Салливан                     | Джек Томас               | 16 февраля 2018 |
| Сморкала замечает, что численность Драконьих Налетчиков не уменьшается. Иккинг должен выяснить, почему Хвостояры возвращаются к Охотникам на Драконов, и сделать так, чтобы этого больше не происходило...                                                       |            |                                                                           |                                     |                          |                 |
| 115 | 23         | «Darkest Night» «Мрачнейшая ночь»                                         | Грег Ранкин                         | Арт Браун и Дуглас Слоун | 16 февраля 2018 |
| После того, как Стоик чуть не погиб в схватке с Драконьими Налетчиками, Иккинг начинает винить себя в этом, и размышлять, что было бы, не покинь он родной Олух или не приручи драконов.                                                                         |            |                                                                           |                                     |                          |                 |
| 116 | 24         | «Guardians of Vanaheim» «Защитники Ванахейма»                             | Роберт Бриггс                       | Арт Браун и Дуглас Слоун | 16 февраля 2018 |
| Хедер прилетает на Олух и сообщает, что Ванахейм атакован Драконьими Налетчиками. Наездники понимают, что нельзя допустить распространения информации о местонахождении священного острова, и тем более защить его от Йохана и Крогана.                          |            |                                                                           |                                     |                          |                 |
| 117 | 25         | «King of Dragons, Part 1» «Король Драконов, часть 1»                      | Дэвид М. В. Джонс и T. Дж. Салливан | Арт Браун и Дуглас Слоун | 16 февраля 2018 |
| Собрав по пять линз Драконьего Глаза, Драконьи Наездники и Охотники на Драконов вступают в смертельную схватку за право обладания Королём Драконов... |            |                                                                           |                                     |                          |                 |
| 118 | 26         | «King of Dragons, Part 2» «Король драконов, часть 2»                      | Дэвид М. В. Джонс                   | Арт Браун и Дуглас Слоун | 16 февраля 2018 |
| После того, как оказалось, что Исполинский Драмилион только является ключом к Королю Драконов, стало понятно, что цель Охотников на Драконов, их флота и Драконьих Налетчиков — остров Берсерков. Там разгорается величайшая битва в истории Архипелага...       |            |                                                                           |                                     |                          |                 |